# Janvilliers
Janvilliers é uma comuna francesa na região administrativa do Grande Leste, no departamento de Marne. Estende-se por uma área de 8.74 km², e possui 170 habitantes, segundo o censo de 2018, com uma densidade de 19 hab/km².